# Miss Cast Away
Miss Cast Away (conosciuto anche con il titolo di Miss Cast Away and the Island Girls) è una commedia indipendente del 2004 scritta e diretta da Bryan Michael Stoller.
Nel film appaiono Michael Jackson, Eric Roberts, Charlie Schlatter, Brande Roderick, Jerry Lewis, Bob Denver, Pat Morita e Bernie Kopell.
Questo film è principalmente conosciuto per la partecipazione del cantante Michael Jackson, nell'ultima apparizione come attore della sua carriera; nella colonna sonora sono anche presenti due canzoni del cantante: Billie Jean e Beat It contenute nell'album Thriller (1982), l'album più venduto nella storia della discografia, mentre in una scena del film il cantante interpreta brevemente anche il ritornello della sua canzone She's Out of My Life dall'album Off the Wall (1979).

## Trama
Un aereo con a bordo delle partecipanti ad un concorso di bellezza è costretto a un atterraggio d'emergenza su un'isola deserta. Il capitano Maximus Powers (Roberts) e il co-pilota Mike Saunders (Schlatter) devono prendersi cura delle loro passeggere, evitando i pericoli di un "Jurassic Pork" (un maiale preistorico gigante) e un gruppo di scimmie, simili a quelle de Il pianeta delle scimmie, impegnate a cercare l'Arca di Noè.
Un droide simile a R2-D2 proietta l'immagine di "Agent MJ" (Jackson), che è stato assegnato da Papa Wojtyla e dal Vaticano per dare una missione a Saunders per scopi segreti.

## Sviluppo e produzione
Il film è una commedia dissacrante e una parodia nello stile di quelle del trio Zucker-Abrahams-Zucker, che cita e prende in giro, tra gli altri: Miss Detective, Cast Away, Love Boat, L'isola di Gilligan, Men in Black II, Jurassic Park e Il pianeta delle scimmie. Stoller e Jackson sono diventati amici a metà degli anni '80, quando il regista ha realizzato una parodia prendendo in giro una delle pubblicità della Pepsi girate dal cantante. Miss Cast Away segna la prima collaborazione del duo dopo due decenni di discorsi su possibili film e, secondo il regista, doveva essere solo l'inizio; il regista e il cantante dovevano infatti collaborare alla trasposizione cinematografica del libro They Cage the Animals at Night di Jennings Michael Burch. Stoller ha presentato il progetto alla Icon Productions di Mel Gibson, e a Gibson piacque molto, e il trio (Gibson, Stoller, Jackson) ha quasi realizzato il film nel 2002 ma, dopo le accuse a Jackson del 2003, il progetto rimase incompiuto. Riguardo alle scene con Jackson, girate per il film Miss Cast Away al Neverland Ranch, Stoller ha dichiarato in un'intervista a MTV:
«È la sua casa. Per lui è normale se c'è un treno che corre intorno alla proprietà fischiando» il regista ha dichiarato riguardo ad un'interruzione rumorosa alle riprese che è possibile vedere tra i bonus del DVD. «[Un'altra volta] il suo staff ci ha portato della zuppa, quindi eravamo li sorseggiando zuppa e parlando quando due elefanti passano camminando fuori dalla finestra. Michael ha continuato a sorseggiare la sua zuppa come se nulla fosse, io mi rivolgo a Michael e lo guardo e lui non si è nemmeno accorto degli elefanti.»

## Distribuzione
Il film è stato presentato ad alcuni film festival nel 2004 e il regista ha dichiarato che sarebbe dovuto uscire sempre nel 2004 ma, a causa di alcuni problemi giudiziari di Jackson, è stato rimandato a data da destinarsi e alla fine pubblicato solo in DVD nel 2005 e mai uscito al cinema. Nei contenuti speciali del DVD è presente un making of sulle scene girate al Neverland Ranch tra il regista e Michael Jackson.